# Mikroregion Januária

Mikroregion Januária

Mikroregion Januária – mikroregion w brazylijskim stanie Minas Gerais należący do mezoregionu Norte de Minas.

## Gminy
- Bonito de Minas
- Chapada Gaúcha
- Cônego Marinho
- Icaraí de Minas
- Itacarambi
- Januária
- Juvenília
- Manga
- Matias Cardoso
- Miravânia
- Montalvânia
- Pedras de Maria da Cruz
- Pintópolis
- São Francisco
- São João das Missões
- Urucuia